# Майлен Ору
Майлен Ору (ісп. Mailen Auroux; нар. 25 липня 1988) — колишня аргентинська тенісистка.
Найвищу одиночну позицію світового рейтингу — 241 місце досягла 22 жовтня 2012, парну — 125 місце — 24 вересня 2012 року.
Здобула 12 одиночних та 22 парні титули.

## Фінали ITF

### Одиночний розряд: 20 (12–8)
| Легенда          |
| турніри $100,000 |
| турніри $75,000  |
| турніри $50,000  |
| турніри $25,000  |
| турніри $10,000  |

| Фінали за покриттям |
| Тверде (2–0)        |
| Ґрунт (10–8)        |
| Трава (0–0)         |
| Килим (0–0)         |

| Результат | Ранг | Дата            | Турнір                  | Покриття | Суперниця               | Рахунок       |
| --------- | ---- | --------------- | ----------------------- | -------- | ----------------------- | ------------- |
| Поразка   | 1.   | 21 жовтня 2006  | Сантьяго, Чилі          | Ґрунт    | Тельяна Перейра         | 6–4, 2–6, 3–6 |
| Поразка   | 2.   | 5 травня 2007   | Буенос-Айрес, Аргентина | Ґрунт    | Агустіна Лепоре         | 5–7, 0–2 ret. |
| Перемога  | 1.   | 15 липня 2007   | Прокуплє, Сербія        | Ґрунт    | Індіре Акікі            | 4–6, 6–1, 6–3 |
| Перемога  | 2.   | 22 липня 2007   | Крайова, Румунія        | Ґрунт    | Хаєнне Евейк            | 6–7, 6–2, 6–2 |
| Перемога  | 3.   | 21 жовтня 2007  | Серра-Негра, Бразилія   | Ґрунт    | Татьяна Буа             | 6–0, 6–0      |
| Перемога  | 4.   | 28 жовтня 2007  | Іту, Бразилія           | Ґрунт    | Крістіна Макгейл        | 7–5, 6–2      |
| Поразка   | 3.   | 2 березня 2008  | Сан-Бой, Іспанія        | Ґрунт    | Сара дель Барріо Арагон | 5–7, 5–7      |
| Поразка   | 4.   | 18 квітня 2008  | Буенос-Айрес, Аргентина | Ґрунт    | Марія Ірігоєн           | 3–6, 4–6      |
| Перемога  | 5.   | 2 травня 2008   | Буенос-Айрес, Аргентина | Ґрунт    | Марія Ірігоєн           | 6–2, 6–3      |
| Перемога  | 6.   | 30 серпня 2009  | Баруері, Бразилія       | Тверде   | Наталія Гітлер          | 6–4, 6–2      |
| Перемога  | 7.   | 6 вересня 2009  | Селая, Мексика          | Ґрунт    | Алехандра Гранільо      | 6–3, 6–1      |
| Поразка   | 5.   | 20 вересня 2009 | Лос-Мочіс, Мексика      | Ґрунт    | Карла Бельтрамі         | 4–6, 2–6      |
| Перемога  | 8.   | 27 вересня 2009 | Обрегон, Мексика        | Тверде   | Наталія Россі           | 6–3, 6–0      |
| Перемога  | 9.   | 3 жовтня 2009   | Хуарес, Мексика         | Ґрунт    | Паула Ормаечеа          | 2–6, 6–2, 6–3 |
| Перемога  | 10.  | 12 червня 2010  | Кордова, Аргентина      | Ґрунт    | Агустіна Лепоре         | 5–3 ret.      |
| Перемога  | 11.  | 21 червня 2010  | Буенос-Айрес, Аргентина | Ґрунт    | Паула Ормаечеа          | 6–1, 7–5      |
| Перемога  | 12.  | 29 серпня 2010  | Буенос-Айрес, Аргентина | Ґрунт    | Ванеса Фурланетто       | 6–2, 7–5      |
| Поразка   | 6.   | 12 лютого 2011  | Буенос-Айрес, Аргентина | Ґрунт    | Каталіна Пелла          | 4–6, 6–2, 3–6 |
| Поразка   | 7.   | 12 грудня 2011  | Сантьяго, Чилі          | Ґрунт    | Вероніка Сепеде Ройг    | 0–6, 6–1, 3–6 |
| Поразка   | 8.   | 12 травня 2012  | Росаріо, Аргентина      | Ґрунт    | Тельяна Перейра         | 5–7, 6–7      |

### Парний розряд: 40 (22–18)
| Результат | Ранг | Дата              | Турнір                          | Покриття | Партнерка                     | Суперниці                                   | Рахунок           |
| --------- | ---- | ----------------- | ------------------------------- | -------- | ----------------------------- | ------------------------------------------- | ----------------- |
| Поразка   | 1.   | 20 липня 2007     | Крайова, Румунія                | Ґрунт    | Ванеса Фурланетто             | Андреа Бенітес Марія Ірігоєн                | 3–6, 4–6          |
| Поразка   | 2.   | 20 жовтня 2007    | Серра-Негра, Бразилія           | Ґрунт    | Татьяна Буа                   | Крістіна Макгейл Еллі Вілл                  | 5–7, 3–6          |
| Перемога  | 3.   | 27 жовтня 2007    | Іту, Бразилія                   | Ґрунт    | Татьяна Буа                   | Лусія Хара Лосано Клаудія Рассето           | 6–2, 5–7, [10–8]  |
| Перемога  | 4.   | 10 лютого 2008    | Калі, Колумбія                  | Ґрунт    | Естефанія Красіун             | Мелані Клаффнер Ксенія Мілевська            | 6–1, 6–4          |
| Перемога  | 5.   | 1 березня 2008    | Сан-Бой, Іспанія                | Ґрунт    | Естефанія Красіун             | Еліза Бальзамо Валентіна Сульпіціо          | 6–1, 6–3          |
| Поразка   | 6.   | 27 червня 2008    | Падуя, Італія                   | Ґрунт    | Кармен Клашка                 | Анда Перяну Ліана Унгур                     | 3–6, 3–6          |
| Поразка   | 7.   | 12 липня 2008     | Богота, Колумбія                | Ґрунт    | Ніколе Клеріко                | Маріана Дуке-Маріньо Вікі Нуньєс Фуентес    | 3–6, 4–6          |
| Перемога  | 8.   | 3 серпня 2008     | Кампус-ду-Жордау, Бразилія      | Тверде   | Роксане Вайзенберг            | Хорхеліна Краверо Марія Ірігоєн             | 6–3, 6–4          |
| Поразка   | 9.   | 6 вересня 2008    | Буенос-Айрес, Аргентина         | Ґрунт    | Роксане Вайзенберг            | Естефанія Красіун Марія Ірігоєн             | 6–1, 1–6, [2–10]  |
| Поразка   | 10.  | 25 жовтня 2008    | Огаста, Джорджія, США           | Тверде   | Роксане Вайзенберг            | Басукі Яюк Романа Теджакусума               | 3–6, 6–4, [5–10]  |
| Перемога  | 11.  | 18 квітня 2009    | Буенос-Айрес, Аргентина         | Ґрунт    | Вероніка Сп'єхель             | Марія Фернанда Алвеш Карла Тіене            | 6–2, 6–2          |
| Поразка   | 12.  | 29 серпня 2009    | Баруері, Бразилія               | Тверде   | Фернанда Ерменежилду          | Монік Албукерке Роксане Вайзенберг          | 6–7(7–9), 5–7     |
| Перемога  | 13.  | 12 вересня 2009   | Масатлан, Мексика               | Тверде   | Фернанда Ерменежилду          | Еріка Кларке Даніела Муньос Галлегос        | 6–3, 3–6, [12–10] |
| Поразка   | 14.  | 19 вересня 2009   | Лос-Мочіс, Мексика              | Ґрунт    | Фернанда Ерменежилду          | Явна Аллен Аліна Саллівен                   | 6–4, 4–6, [10–12] |
| Перемога  | 15.  | 5 грудня 2009     | Буенос-Айрес, Аргентина         | Ґрунт    | Вероніка Сп'єхель             | Фернанда Фарія Паула Крістіна Гонсалвеш     | 6–0, 6–0          |
| Поразка   | 16.  | 15 травня 2010    | Ріо-де-Жанейро, Бразилія        | Ґрунт    | Фернанда Ерменежилду          | Марія Фернанда Алвеш Флоренсія Молінеро     | 2–6, 4–6          |
| Перемога  | 17.  | 11 червня 2010    | Кордова, Аргентина              | Ґрунт    | Карен Кастібланко             | Лусіана Сарменті Емілія Йоріо               | 6–1, 6–2          |
| Поразка   | 18.  | 18 червня 2010    | Буенос-Айрес, Аргентина         | Ґрунт    | Карен Кастібланко             | Лусія Хара Лосано Гвадалупе Перес Рохас     | 7–6, 1–0 ret.     |
| Поразка   | 19.  | 18 липня 2010     | Богота, Колумбія                | Ґрунт    | Карен Кастібланко             | Андреа Гаміс Паула Ормаечеа                 | 7–5, 4–6, [8–10]  |
| Перемога  | 20.  | 28 серпня 2010    | Буенос-Айрес, Аргентина         | Ґрунт    | Карен Кастібланко             | Естефанія Доннет Карла Лусеро               | 7–5, 6–0          |
| Перемога  | 21.  | 18 вересня 2010   | Загреб, Хорватія                | Ґрунт    | Наташа Зорич                  | Ані Міячика Ана Врлич                       | 7–5, 5–7, [14–12] |
| Перемога  | 22.  | 6 червня 2011     | Кампобассо, Італія              | Ґрунт    | Марія Ірігоєн                 | Ані Міячика Ірена Павлович                  | 6–2, 3–6, 6–4     |
| Перемога  | 23.  | 31 жовтня 2011    | Асунсьйон, Парагвай             | Ґрунт    | Марія Ірігоєн                 | Татьяна Буа Лусіана Сарменті                | 6–3, 4–6, 6–3     |
| Перемога  | 24.  | 7 листопада 2011  | Асунсьйон, Парагвай             | Ґрунт    | Марія Ірігоєн                 | Ульрікке Ейкері Андреа Гаміс                | 6–1, 2–6, 6–3     |
| Поразка   | 25.  | 14 листопада 2011 | Асунсьйон, Парагвай             | Ґрунт    | Марія Ірігоєн                 | Джулія Коен Тереза Мрдежа                   | 6–3, 2–6, 6–3     |
| Перемога  | 26.  | 28 листопада 2011 | Росаріо, Аргентина              | Ґрунт    | Марія Ірігоєн                 | Інес Феррер Суарес Рішель Гогеркамп         | 4–6, 6–1, 6–3     |
| Перемога  | 27.  | 5 грудня 2011     | Буенос-Айрес, Аргентина         | Ґрунт    | Марія Ірігоєн                 | Тельяна Перейра Вівіан Сегніні              | 6–1, 6–3          |
| Поразка   | 28.  | 12 грудня 2011    | Сантьяго, Чилі                  | Ґрунт    | Марія Ірігоєн                 | Інес Феррер Суарес Рішель Гогеркамп         | 6–4, 3–6, [10–5]  |
| Перемога  | 29.  | 6 лютого 2012     | Бертіога, Бразилія              | Тверде   | Марія Ірігоєн                 | Вероніка Сепеде Ройг Флоренсія Молінеро     | 6–3, 6–1          |
| Поразка   | 30.  | 2 квітня 2012     | Джексон (Міссісіпі), США        | Ґрунт    | Марія Ірігоєн                 | Олена Бовіна Тереза Мрдежа                  | 3–6, 3–6          |
| Перемога  | 31.  | 23 квітня 2012    | Каракас, Венесуела              | Тверде   | Марія Ірігоєн                 | Вероніка Сепеде Ройг Адріана Перес          | 6–4, 6–3          |
| Поразка   | 32.  | 22 червня 2012    | Монпельє, Франція               | Ґрунт    | Марія Ірігоєн                 | Северін Бельтрам Лаура Торп                 | 4–6, 6–4, [10–6]  |
| Перемога  | 33.  | 28 червня 2012    | Періге, Франція                 | Ґрунт    | Марія Ірігоєн                 | Летісія Костас Інес Феррер Суарес           | 6–1, 6–2          |
| Перемога  | 34.  | 6 липня 2012      | Ферсмольд, Німеччина            | Ґрунт    | Марія Ірігоєн                 | Елена Богдан Река Луца Яні                  | 6–1, 6–4          |
| Перемога  | 35.  | 28 липня 2012     | Сан-Жозе-ду-Ріу-Прету, Бразилія | Ґрунт    | Марія Ірігоєн                 | Аранса Салут Кароліна Себальйос             | 6–1, 7–6(9–7)     |
| Перемога  | 36.  | 6 вересня 2012    | Местре, Італія                  | Ґрунт    | Марія Ірігоєн                 | Река Луца Яні Теодора Мирчич                | 5–7, 6–4, [10–8]  |
| Поразка   | 37.  | 20 вересня 2012   | Подгориця, Чорногорія           | Ґрунт    | Марія Ірігоєн                 | Ніколе Клеріко Анна Цая                     | 4–6, 6–3, [11–9]  |
| Перемога  | 38.  | 30 листопада 2012 | Сантьяго, Чилі                  | Ґрунт    | Марія Ірігоєн                 | Паула Крістіна Гонсалвеш Роксане Вайзенберг | 6–4, 6–2          |
| Поразка   | 39.  | 31 травня 2013    | Марибор, Словенія               | Ґрунт    | Марія Ірігоєн                 | Паула Каня Магда Лінетт                     | 3–6, 0–6          |
| Поразка   | 40.  | 6 липня 2013      | São José do Rio Preto, Бразилія | Ґрунт    | Марія Фернанда Альварес Теран | Вероніка Сепеде Ройг Адріана Перес          | 6–4, 4–6, [9–11]  |

## Виступи в парному розряді в Кубку Федерації
| Результат | Дата          | Розіграш              | Суперниця team | Покриття   | Партнерка     | Суперниці             | Рахунок  |
| --------- | ------------- | --------------------- | -------------- | ---------- | ------------- | --------------------- | -------- |
| Перемога  | 7 лютого 2010 | Світова група II 2010 | Естонія        | Тверде (i) | Марія Ірігоєн | Маргіт Рйтель Шуттінг | 7–5, 6–4 |